# 月内站
月內站（：／ Wollae yeok */?）是廣域電鐵東海線沿線的一座鐵路車站，位于韩国釜山廣域市機張郡長安邑月內里。

## 車站結構
站體為2面4線雙島式月台的地面車站，候車月台設有月台幕門。

### 月台配置
| ↑ 佐川          |
| １２ \| ３４ \| |
| 西生 ↓          |

| 月台 | 路線            | 目的地                         |
| ---- | --------------- | ------------------------------ |
| 1、2 | ●广域电铁东海线 | 機張、新海雲臺、教大、釜田方向 |
| 3、4 | ●广域电铁东海线 | 南倉、德下、太和江方向         |

## 歷史
- 1935年12月16日：落成啟用。
- 2016年12月30日：東海南部線编入东海本线，並迁至距起点站（釜山鎮站）41.3公里处[1][2]。
- 2019年7月15日：因應新建站舍工程暫時停止客運。
- 2021年8月26日：迁至距起点站（釜山镇站）41.2公里处[3]。
- 2021年12月28日：鐵路複線电气化工程完工，廣域電鐵東海線開始運行。

## 車站周邊
- 月內初等學校
- 機張文化禮節學校民俗展示館
- 蔚山海洋警備安全署月內分駐所

## 相鄰車站
韓國鐵道公社
●广域电铁东海线
佐川（K125）－月內（K126）－西生（K127）